# 曼代洛-德尔拉里奥
曼代洛-德尔拉里奥（義大利語：Mandello del Lario）是意大利伦巴第大区莱科省的一个市镇。总面积41.77平方公里，人口10611人，人口密度254.0人/平方公里（2009年）。国家统计（ISTAT）代码为097046。